# Helemaal alleen
Helemaal alleen is een single van de Belgische zangeres Isabelle A. De single kwam in Nederland op 19 februari 1994 de tipparade binnen, maar heeft de Top 40 nooit gehaald. De single werd geproduceerd door muziekuitgever Marc van Beveren en werd uitgebracht bij het label Indisc.